# Encyclia phoenicea
Encyclia phoenicea là một loài thực vật có hoa trong họ Lan. Loài này được (Lindl.) Neumann mô tả khoa học đầu tiên năm 1846.